# Robert da Silva Almeida
Robert da Silva Almeida mais conhecido como Robert (Salvador, 3 de abril de 1971) é um ex-jogador de futebol brasileiro que atuava como meia.
Jogou futebol profissionalmente entre 1990 e 2006.

## Carreira
Robert nasceu em Salvador, no hospital Espanhol, mas com dois anos veio paro Rio de Janeiro com sua família.

### Clubes
Começou a carreira no Olaria em 1986, nas divisões de base, e se profissionalizou em 1990.
Em 1991, foi para o Guarani. Em 94, junto com Amoroso e Luizão, despontou como uma das grande revelações do Bugre e, após rápida passagem pelo Rio Branco, onde se destacou e marcou sete gols no Paulistão de 1995, teve o passe comprado pelo Santos FC, ainda em 95.
Em sua primeira passagem pelo Santos, foi vice-campeão brasileiro de 1995 e campeão do Torneio Rio-São Paulo em 1997.
Em junho de 1997, se transferiu para o Grêmio, a pedido de Felipão, contratado por 1,7 milhão de reais. No primeiro jogo do Campeonato Brasileiro de 97, contra o São Paulo, rompeu o ligamento cruzado do joelho esquerdo. Após um ano parado, voltou a jogar no Brasileiro de 1998, mas não era titular do time. No ano seguinte, foi emprestado pro Atlético-MG.
Pelo clube mineiro, foi campeão estadual e vice-campeão brasileiro em 1999. Ao término do empréstimo, foi negociado com o Santos FC, numa troca envolvendo o lateral-direito Ânderson Lima.
Seu auge foi entre 2000 e 2002 pelo Santos, quando foi escolhido o melhor meia-esquerda do Campeonato Paulista de 2001 e era tido como o melhor jogador do time na época, quando a geração de Robinho, Diego e Elano começou a brilhar e Robert aos poucos perdeu a posição para Elano e Diego.
Sendo assim, foi emprestado ao São Caetano no primeiro semestre de 2002, em abril, para atuar na Taça Libertadores da América, onde foi vice-campeão. Jogou em todas as partidas do mata-mata do torneio, incluindo a derrota na final para o Olímpia, totalizando oito jogos e não marcou nenhum gol. Fez outras três partidas pelo Azulão ao longo da primeira fase da Copa dos Campeões daquele ano, onde acabaram ficando pelo caminho na primeira fase.
Voltou ao Santos no segundo semestre, atuando na final do Brasileiro de 2002 (substituindo Diego no início da final) levantando o título de campeão brasileiro.
Somando as duas passagens pelo Peixe, fez 252 jogos e marcou 47 gols.
Após passagem pelo futebol japonês, foi para o Corinthians, onde estrou em 3 de agosto de 2003 no empate com o Paraná Clube em 1 a 1, em partida válida pelo Campeonato Brasileiro de 2003. Pelo clube, atuou por 22 jogos e marcou 1 gol.
Em abril de 2004, foi contratado pelo EC Bahia.
Tendo atuado por outros clubes, encerrou a carreira no America-RJ, após a terceira colocação no Campeonato Carioca e o vice-campeonato da Taça Guanabara.

### Seleção
Em 1996, foi convocado pelo técnico Vanderlei Luxemburgo para defender a Seleção Paulista em dois amistosos. Defendeu também a Seleção Mineira em um amistoso no ano de 1999.
Em fevereiro de 2001, foi convocado por Emerson Leão para a Seleção Brasileira, que fez dois amistosos, contra Estados Unidos e México. Posteriormente, participou de alguns jogos de Eliminatórias da Copa do Mundo, Copa das Confederações e amistosos. 

### Fora dos campos
Após pendurar as chuteiras em 2006, o ex-atleta trabalhou por alguns anos como agente FIFA.
Em 2012, lançou sua candidatura a vereador em Santos pelo PSB, mas não foi eleito, contabilizando 440 votos. Ainda em 2012, fez o curso de treinadores na USP, ministrado pelo Sindicato Paulista dos Treinadores do Estado de São Paulo.
Em 2015, passa a exercer outra função, a de treinador de futebol, ao comandar a filial corintiana, nos Estados Unidos (Corinthians USA). Pelo clube, onde ficou por 6 meses, fez campanha invicta no primeiro turno da SoCal, competição profissional equivalente ao campeonato estadual da Califórnia.
Em 12 de fevereiro de 2016 foi anunciado como auxiliar-técnico da Portuguesa Santista.
Em 2018, comandou durante o Campeonato Estadual de Mato Grosso do Sul o União ABC chegando até as quartas de final. Logo após assumiu o Novo e surpreendeu eliminando o Águia Negra. Na semifinal caiu diante do Corumbaense, clube que assumiria posteriormente, na Série D do Campeonato Brasileiro.
Atualmente, trabalha como comentarista esportivo.

## Títulos
Santos
- Torneio Rio-São Paulo : 1997
- Campeonato Brasileiro : 2002[22]

Grêmio
- Copa Sul : 1999
- Campeonato Gaúcho: 1999

Atlético-MG
- Campeonato Mineiro: 1999

## Artilharia
America-RJ
- Taça Guanabara: 2006 (4 gols)

## Prêmios
Santos
- Melhor meia-esquerda do Campeonato Paulista: 2001